# Triplophysa sellaefer
Triplophysa sellaefer és una espècie de peix de la família dels balitòrids i de l'ordre dels cipriniformes.

## Distribució geogràfica
És endèmic de la Xina.